# Open di Francia 1986
L'Open di Francia 1986, l'85ª edizione degli Open di Francia di tennis, si è svolto sui campi in terra rossa dello Stade Roland Garros di Parigi, Francia, dal 26 maggio all'8 giugno 1986.
Il singolare maschile è stato vinto dallo ceco Ivan Lendl, che si è imposto sullo svedese Mikael Pernfors in tre set col punteggio di 6–3, 6–2, 6–4. Il singolare femminile è stato vinto dalla statunitense Chris Evert, che ha battuto in tre set la connazionale Martina Navrátilová. Nel doppio maschile si sono imposti John Fitzgerald e Tomáš Šmíd. Nel doppio femminile hanno trionfato Martina Navrátilová e Andrea Temesvári. Nel doppio misto la vittoria è andata a Kathy Jordan in coppia con Ken Flach.

## Seniors

### Singolare maschile
Ivan Lendl ha battuto in finale  Mikael Pernfors con il punteggio di 6–3, 6–2, 6–4.

### Singolare femminile
Chris Evert ha battuto in finale  Martina Navrátilová con il punteggio di 2–6, 6–3, 6–3.

### Doppio maschile
John Fitzgerald /  Tomáš Šmíd hanno battuto in finale  Stefan Edberg /  Anders Järryd con il punteggio di 6–3, 4–6, 6–3, 6(4)–7, 14–12.

### Doppio Femminile
Martina Navrátilová /  Andrea Temesvári hanno battuto in finale  Steffi Graf /  Gabriela Sabatini con il punteggio di 6–1, 6–2.

### Doppio Misto
Kathy Jordan /  Ken Flach hanno battuto in finale  Rosalyn Fairbank Nideffer /  Mark Edmondson con il punteggio di 3–6, 7–6(3), 6–3.